# 中国とラオスの関係
中国とラオスの関係（中国語:
中老關係、ラーオ語:ຈີນແລະສປປລາວພົວພັນສາກົນຂອງ）では、中華人民共和国とラオス人民民主共和国との関係について記述する。1961年に両国間は正式に国交を樹立した。

## 概要
中国とラオスの国境は雲南省の南、ラオスの北に約400キロメートルの陸続きで接していて、ボーテン（ラオス）と磨憨（中国）は、両国における主要な出入国可能な町である。
中国はラオスの首都ビエンチャンに大使館を、ルアンパバーンに領事館を設置し、ラオスは中国の首都である北京に大使館を、昆明と香港では領事館を開設している。鉄道においては昆明から雲南省最南端の都市である磨憨を経由してラオスの国境に入る全長約600kmになる汎アジア鉄道中央線が2015年末までに着工する見通しを立てている。
中国国営の通信社である中国新聞社は、両国関係を「（二国間の国境が陸続きで接していることから）山と水が連なるような良き隣人関係」でなければならないと述べ、また、中華人民共和国国務院直属の新華社もラオス政府が一つの中国を支持することは、両国関係を「伝統的かつ深い間柄の友人関係」を築くことであると述べている。冷戦時代においてラオスは中国にとってインドシナ半島における対アメリカ合衆国や対ソビエト連邦の影響力を牽制できるイデオロギーの要所でもあった。

## 歴史
中国とラオスの関係の歴史は、約1800年前、三国時代まで遡ることができる。229年(黄龍元年)呂岱は南方諸国に朝貢をさせるため、現在のラオスからタイ王国付近に存在した堂明国に朱応と康泰を派遣した。その結果、堂明は呉に使者を派遣した。
現代における中国とラオスの関係は1961年4月25日に国交を樹立した。1977年頃から中国の支援するカンボジアのクメール・ルージュによるラオスの友好国であるベトナムへの国境侵犯やバチュク村の虐殺が発生したことで中国とラオス両国の関係は敵対する事態となり、1978年1月にカイソーン・ポムウィハーンラオス人民民主共和国首相が中国を公然と批判するようになる。同年12月にはカンボジア・ベトナム戦争が勃発したことにより、中国政府とラオス政府の関係はさらに悪化する。翌年の1979年の中越戦争をきっかけにラオス政府は中国共産党との関係を一時期断絶した。これに対して中国政府はラオス政府に対するモン族などによる反政府組織を支援した。
しかし、1989年にカンボジアよりベトナム軍が撤退したことにより、同年、カイソーン首相の中国公式訪問と1990年の李鵬国務院総理（首相）のラオス公式訪問で、二国間の関係が改善した。中国の最高指導者として2000年11月、江沢民中国共産党総書記が初めてラオスを訪問した。

## 政治
中国とラオスともに、一党独裁体制の社会主義国体制を維持している。1989年のカイソーン首相の中国公式訪問、1990年の李鵬首相のラオス公式訪問による両国関係の改善により、1990年以降二国間の関係は強化されていく。2000年には江沢民総書記が中華人民共和国最高指導者としての初めてのラオス訪問を成功させる。2004年4月には温家宝国務院総理がラオスを訪問した。2006年6月には就任したばかりのチュンマリー・サイニャソーンラオス人民革命党書記長が国賓として中国を訪問した。その後も、温家宝首相が2008年に大メコン河流域地域首脳会議（GMS サミット）に出席したのち、チュンマリー書記長を表敬、ブアソーン首相と会談し、2012年にもラオスを公式訪問した。一方で、チュンマリー・サイニャソーンも2009年、2011年、2013年と中国を訪問し、また、2007年、2010年にはブアソーン・ブッパーヴァン首相がラオスを公式訪問するなど、2000年以降の両国最高指導者の交流は活発である。

## 経済
| 年度 | 総額   | 対中輸入額 | 対中輸出額 |
| ---- | ------ | ---------- | ---------- |
| 1997 | 2,875  | 2,293      | 582        |
| 1998 | 2,573  | 1,783      | 790        |
| 1999 | 3,172  | 2,216      | 956        |
| 2000 | 4,084  | 3,442      | 642        |
| 2001 | 6,187  | 5,441      | 746        |
| 2002 | 6,395  | 5,430      | 965        |
| 2003 | 10,944 | 9,824      | 1,120      |
| 2004 | 11,354 | 10,088     | 1,266      |
| 2005 | 12,892 | 10,338     | 2,554      |
| 2006 | 21,836 | 16,871     | 4,965      |

1997年11月、ラオス・中国経済貿易・技術協力委員会が設立されたことは、中国とラオスの経済関係が変化する契機となった。中国からラオスへの主な輸入品は繊維製品、工業機器、建設資材、農業機器などで、ラオスから中国への輸出産品は、木材、木工製品、穀物、鉱物資源などの天然資源である｡また、中国は、2009年に開催された第25回東南アジア競技大会において首都ビエンチャンに総合競技場の建設と2006年のブアソーン・ブッパーヴァン首相と中国政府政策銀行である国家開発銀行総裁との会談などで合意した「新都市開発事業」の推進のもと強大な土地と権利を取得し、中国人街を築くことでラオスにおける中国の経済的影響力を強めている。2014年の両国間における貿易総額は約52,600米ドルにのぼり、中国からラオスへの輸入は約30,400ドルを数え、鉱物などが品目を占める。他方、ラオスから中国への輸出は、約22,000ドルにのぼり銅や銅製品、木材や穀物などの天然資源が品目を占める。

## 軍事
ラオスの軍備物資の調達はかつて、旧ソ連・ロシアから行われていたが、2009年現在のラオス人民軍の兵器や装備は中国製となっている。

## 文化
中国は、1937年に華人学校がラオスに建設され、2001年には小学校、中学校、高校までの一貫教育を行う教育施設を建設した。